# Dieter Kallfaß
Dieter Kallfaß (* 16. September 1943) ist ein ehemaliger deutscher Fußballspieler. 1967 spielte er für die BSG Wismut Gera in der DDR-Oberliga, der höchsten Spielklasse im DDR-Fußball.

## Sportliche Laufbahn
Als im Winter 1964 bei der zweitklassigen Betriebssportgemeinschaft (BSG) Turbine Magdeburg der bisherige Stammtorwart Hans Zeppmeisel zur BSG Lok Stendal wechselte, übernahm dessen Platz der 21-jährige Dieter Kallfaß. Von den 15 DDR-Liga-Spielen in der Rückrunde der Saison 1964/65 bestritt Kallfaß elf Begegnungen. Im Mai 1965 wurde er für 18 Monate zum Wehrdienst in der Nationalen Volksarmee eingezogen. In dieser Zeit spielte er für die Armeesportgemeinschaft ASG Vorwärts Rostock-Gehlsdorf weiter in der DDR-Liga. Er wurde dort Stammtorhüter und absolvierte bis zum September 1966 von den 35 ausgetragenen Ligaspielen 34 Partien. Im Zusammenhang mit einem angestrebten Wechsel zum DDR-Ligisten 1. FC Magdeburg verhängte der DDR-Fußball-Verband über Kallfaß seine sechsmonatige Sperre.
Anschließend schloss sich Kallfaß dem Oberliga-Aufsteiger BSG Wismut Gera an, wo er am 24. und 26. Spieltag der Saison 1966/67 in den Begegnungen Wismut Gera – Hallescher FC (0:2) und Wismut Gera – 1. FC Lokomotive Leipzig (2:1) eingesetzt wurde. Zu diesem Zeitpunkt standen die Geraer bereits als Oberliga-Absteiger fest.
Bis 1969 war Kallfaß nicht im höherklassigen Fußball vertreten. Danach spielte er bei der BSG Aufbau Schwedt in der drittklassigen Bezirksliga Frankfurt (Oder). 1973 wurde Kallfaß mit der BSG Aufbau Bezirksmeister und stieg mit ihr in die DDR-Liga auf. In der Spielzeit 1973/74 war er im Tor der BSG Aufbau nur die Nummer zwei hinter dem Stammtorhüter Jürgen Ludwig und kam nur auf vier Einsätze. Auch 1974/75 stand Kallfaß nur in zehn DDR-Liga-Spielen im Tor und konnte Ludwig, der auf dreizehn Einsätze kam, nicht überholen. Am Saisonende stieg die BSG Aufbau Schwedt wieder aus der DDR-Liga ab und der knapp 32-jährige Dieter Kallfaß kehrte nicht noch einmal in den höherklassigen Fußball zurück. Bei der BSG Aufbau blieb er aber viele Jahre lang als Mannschaftsleiter tätig.